# Эрнандес, Джованни
Джованни Андрес Эрнандес Сото (исп. Giovanni Andrés Hernández Soto; род. 16 июня 1976, Кали) — колумбийский футболист, атакующий полузащитник. Выступал в национальной сборной Колумбии. Рекордсмен сборной Колумбии по количеству голов на Кубках конфедераций — три гола.

## Биография
Воспитанник клуба «Бока Хуниорс Кали». В 1993 году дебютировал в Кубке Мустанга, успешно проведя сезон за «Онсе Кальдас» из Манисалеса — в 28 матчах чемпионата молодой полузащитник отметился 11-ю забитыми голами. В следующем году он перешёл в клуб «Америка» из родного города Кали, где провёл следующие 2,5 года. Эрнандес в 1996 году помог своему клубу в 4-й раз в истории дойти до финала Кубка Либертадорес (в турнире он отметился 2 забитыми голами), где принял участие только в домашнем матче. «Америка», как и 10-ю годами ранее, уступила аргентинскому «Ривер Плейту».
В 1996—1999 годах Эрнандес выступал за «Индепендьенте» из Медельина. Он был одним из главных лидеров команды в этот период, проведя свыше 100 матчей, и забив 20 голов. Примерно такие же стабильные и высокие показатели были у Эрнандеса и в следующих двух клубах, за которые он выступал в 2000—2006 годах — в «Депортиво Кали» и аргентинском «Колоне» из Санта-Фе.
Период начала 2000-х годов был также лучшим для Джованни и в сборной Колумбии. В 2001 году с национальной командой он выиграл первый для страны Кубок Америки. На победном турнире он отметился 2 забитыми голами. Хотя колумбийцам немного не хватило до попадания на чемпионат мира 2002, в следующем году победители Кубка Америки заняли 3-е место в Кубке конфедераций. Эрнандес стал одной из звёзд турнира, отметившись 5-ю голами в 5 матчах сборной.
В 2004 году Эрнандес не слишком удачно выступал за сборную, а в «Колоне» же, за который он блестяще начал аргентинский этап карьеры, его показатели несколько ухудшились. Несмотря на это, в 2005 году Эрнандесом интересовалась легендарная «Бока Хуниорс», предложившая Колону 5 млн евро. Однако «Колон» был согласен уступить своего лидера минимум за 8 млн и сделка не состоялась.
В конце-концов, Эрнандес в 2007 году оказался в чилийском «Коло-Коло», который тогда собрал сверх-мощный состав игроков, сметавший всё на своём пути как в Чили, так и во многом даже на международной арене (чилийский гранд в 2006 году дошёл до финала Южноамериканского кубка, где был фаворитом, но сенсационно уступил мексиканской «Пачуке» по сумме матчей). 2007 год получился ударным как для Эрнандеса (12 голов в 27 матчах чемпионата Чили), так и для «Коло-Коло», выигравшего оба чемпионата страны — как Апертуру, так и Клаусуру.
С 2008 года Джованни Эрнандес выступает за «Хуниор» из Барранкильи. Он помог команде спастись от вылета в низший дивизион и сейчас является одним из самых любимых игроков среди болельщиков.
За свою карьеру Эрнандес зарекомендовал себя как трудолюбивый игрок, который обладает точным пасом и, при необходимости, может подключаться сам в атаку, завершая комбинации и отличаясь со средних и дальних дистанций. Также он известен своей христианской религиозностью, которую демонстрирует во время празднования голов (католические мотивы изображены на его майке, одетой под основную футболку).

## Достижения
Америка Кали
- Финалист Кубка Либертадорес: 1996

Коло-Коло
- Чемпион Чили: Ап. 2007, Кл. 2007
- Включён в символическую сборную по версии El Gráfico: 2007

Атлетико Хуниор
- Чемпион Колумбии: Ап. 2010, Фин. 2011
- Лучший игрок по версии El Tiempo: 2009

Сборная Колумбии
- Победитель Кубка Америки: 2001